# Liste der Monuments historiques in Villeneuve-la-Lionne
Die Liste der Monuments historiques in Villeneuve-la-Lionne führt die Monuments historiques in der französischen Gemeinde Villeneuve-la-Lionne auf.

## Liste der Immobilien
| Bezeichnung     | Beschreibung | Standort                             | Kennzeichnung | Schutzstatus | Datum | Bild |
| --------------- | --- | ------------------------------------ | ------------- | ------------ | ----- | ---- |
| Kloster Belleau | Zisterzienserkloster, 1242 gegründet, in der zweiten Hälfte des 18. Jahrhunderts aufgelöst; Kirche, 13. Jahrhundert, teilweise umgebaut, teilweise ruinös | Belleau, südöstlich des Ortes (Lage) | PA00078897    | Inscrit      | 1932  |      |

## Liste der Objekte
| Bezeichnung                        | Beschreibung                          | Standort                                           | Kennzeichnung | Schutzstatus | Datum | Bild |
| ---------------------------------- | ------------------------------------- | -------------------------------------------------- | ------------- | ------------ | ----- | ---- |
| Skulptur Heiliger Winebald         | Holz, farbig gefasst, 17. Jahrhundert | Villeneuve-la-Lionne, in der Kirche St-Loup (Lage) | PM51002466    | Inscrit      | 1976  |      |
| Skulptur Sitzende Madonna mit Kind | Holz, farbig gefasst, 15. Jahrhundert | Villeneuve-la-Lionne, in der Kirche St-Loup (Lage) | PM51001174    | Classé       | 1977  |      |
| Reliquienbüste                     | Holz, 16. Jahrhundert                 | Villeneuve-la-Lionne, in der Kirche St-Loup (Lage) | PM51001173    | Classé       | 1977  |      |